# Capella de la Mare de Déu de les Victòries
La Capella de la Mare de Déu de les Victòries és una obra de les darreres tendències de Sant Quirze Safaja (Moianès) inclosa a l'Inventari del Patrimoni Arquitectònic de Catalunya.

## Descripció
Edifici de nau única coberta a doble vessant. L'absis és triangular i està fet de pedra vista. La façana sembla un xalet, és de pedra a la part baixa i fusta a la superior, separat per un voladís que té funció de porxo. Sobresurt un campanar pla de pedra amb un sol buit rectangular. A les parets laterals s'obren finestres rectangulars. A la banda esquerra es forma un petit porxo.
La capella se situa al costat d'una urbanització i un hotel, a prop del mas Badó. Aquesta capella es va construir l'any 1962 sota la direcció de l'arquitecte J. Tusquets.